# Marie-Cécile Gros-Gaudenier
Vous lisez un « bon article » labellisé en 2023.
Marie-Cécile Gros-Gaudenier, née le 18 juin 1960 à Scionzier (Haute-Savoie), est une skieuse alpine française, originaire de Mont-Saxonnex, dont la carrière s'est étendue de 1978 à 1986 au niveau international. Elle s'est illustrée uniquement dans la discipline de la descente. Gros-Gaudenier fait ses débuts en Coupe du monde en 1979 et devient la troisième et dernière Française à remporter le petit globe de cristal de la descente en 1982 après les succès de Marielle Goitschel en 1967 et Isabelle Mir en 1968 et 1970.
En raison de blessures et des circonstances liées aux sélections, elle n'a jamais participé aux Jeux olympiques d'hiver, mais a pris le départ à deux éditions des Championnats du monde avec pour meilleur résultat une 11e place à Schladming en 1982. En Coupe du monde, elle compte trois podiums dont une victoire à Saalbach. Ses trois podiums ont été obtenus au cours de la saison 1982 lors de son triomphe du petit globe de la descente et elle n'a marqué des points qu'en la discipline de la descente.

## Repères biographiques
Née le 18 juin 1960, Marie-Cécile Gros-Gaudenier est la fille de Michel Gros-Gaudenier, maire de Mont-Saxonnex de 1977 à 2015. Sa cousine, Sophie Gros-Gaudenier, grand espoir du ski alpin, décède à l'âge de seize ans dans un accident de voiture en août 1985 sur la route de Sallanches. Elle épouse Michel Aguilaniu, kinésithérapeute attitré de l'équipe de France féminine de ski alpin à la fin des années 1970 et au début des années 1980, avec lequel elle a une fille prénommée Aude qui devient aussi skieuse professionnelle.

## Biographie

### 1979-1981: premiers pas en équipe de France et première blessure
Marie-Cécile Gros-Gaudenier intègre l'équipe de France à 19 ans lors de la descente de Meiringen en Coupe du monde lors de la saison 1979. Elle réalise alors son premier coup d'éclat avec une 11e place en descente sur Meiringen, devient vice-championne de France cette même saison derrière Caroline Attia, et surtout marque ses premiers points en Coupe du monde avec une 9e place lors de la saison aux pré-olympiques de Lake Placid le 2 mars 1979.
Lors de la saison 1979-1980, Marie-Cécile Gros-Gaudenier revoit ses ambitions à la hausse en cette saison olympique. Sa première sortie en descente de l'hiver s'effectue sur une 12e place à Val-d'Isère avec une déception lorsqu'Attia se déboîte l'épaule, puis c'est au tour de Gros-Gaudenier de se blesser très gravement lors du slalom géant le lendemain en s'arrachant les ligaments du genou gauche, ce qui l'oblige à être opérée et à renoncer aux Jeux olympiques.
Elle effectue son retour lors de la saison 1980-1981 et reprend sa progression en marquant régulièrement des points — 5e à Crans-Montana et 8e à Megève — montant en puissance et devenant une postulante à des podiums en Coupe du monde.

### 1982: petit globe de la descente
La saison 1981-1982 est remplie d'espérance pour Marie-Cécile Gros-Gaudenier après sa montée en puissance lors de la saison 1980-1981 où sa meilleure performance avait été une 5e place à Crans-Montana en janvier 1981. Initialement prévue à Val-d'Isère début décembre, la première descente se tient finalement à Saalbach. Cette saison 1982 est composée de huit descentes après diverses annulations sur quatre sites austro-suisses (Saalbach, Grindelwald, Bad Gastein et Arosa). Après dix jours d'entraînement sur le Zwölferkogel de Saalbach qui l'ont avantagée, elle remporte dès la première descente de la saison sa première victoire de sa carrière, la première d'une France en descente depuis 1971 et le succès de Jacqueline Rouvier, Elle devance de près d'une seconde la Suissesse Doris de Agostini et la très jeune Autrichienne Sigrid Wolf âgée de 17 ans,. Le lendemain, elle confirme clairement son talent et s'annonce comme une sérieuse prétendante au petit globe de descente en prenant la seconde place de la seconde descente de Saalbach derrière de Agostini et devant l'Allemande Irene Epple,. Elle symbolise avec Élisabeth Chaud le renouveau des disciplines de vitesse du ski alpin français féminin après des années de mise en sommeil, cette dernière s'imposant le 22 décembre 1981 dans le slalom géant de Chamonix. Ce renouveau français se traduit avant le début de saison par la nomination de Michel Boyer, entraîneur de Saint-Gervais, devenu chef de la vitesse sous l'égide de Sylvain Dao-Lena devenu chef de l'équipe en lieu et place d'Honoré Bonnet parti quelques mois auparavant à la tête de la station de Pra-Loup.
La semaine de Grindelwald en Suisse, avec deux descentes programmées les 13 et 14 janvier, a une grande valeur de test pour le duel Gros-Gaudenier-de Agostini. La piste est plus longue et plus technique que celle de Saalbach. Gros-Gaudenier réalise le second temps et monte de nouveau sur un podium derrière la Canadienne Gerry Sorensen et devant sa compatriote Chaud, de Agostini se retrouvant à une décevante 11e place. Le lendemain, lors de la seconde descente, Sorensen réalise le doublé et Gros-Gaudenier chute à mi-parcours en heurtant une porte sans gravité dans une course où de Agostino de nouveau réalise une contre-performance en ne marquant aucun point. Au classement de la descente, Gros-Gaudenier conserve sa première place mais voit Sorensen la menacer devant Irene Epple et de Agostino.
La troisième semaine de descente à Bad Gastein constitue en revanche une vraie contre-performance pour Gros-Gaudenier avec des places de 18e et 13e. Elle laisse ainsi la première place du classement de la descente à Epple et se retrouve à égalité avec Sorensen. Malgré cela, forte de ses performances en début de saison, elle est naturellement sélectionnée pour ses premiers Championnats du monde qui se déroulent du 27 janvier au 7 février à Schladming aux côtés d'Élisabeth Chaud, Claudine Emonet, Marie-Luce Waldmeier et Catherine Quittet.
Lors de la préparation de ces Mondiaux, Gros-Gaudenier n'est pas épargnée par des gênes qui constituent des « pépins » (infection dentaire, douleurs à la cuisse et cheville et inflammation virale du nerf optique), mais garde la confiance de toute l'équipe de France et réalise des entraînements plutôt satisfaisants. La descente prévue le 30 janvier est reportée à de nombreuses reprises en raison du mauvais temps sévissant sur la station autrichienne et se déroule finalement le 4 février. Dossard numéro un sur les épaules, Gros-Gaudenier ne peut donc pas bénéficier des traces des autres skieuses ; prenant un très mauvais départ (25e temps au premier tiers de la course), elle termine à la décevante 11e place, bien que meilleure Française dans une descente  qui voit le succès de Sorensen devant l'Américaine Cindy Nelson et la Canadienne Laurie Graham.
La semaine d'Arosa, où sont programmées deux descentes, constituent pour Gros-Gaudenier un objectif déterminant dans la quête du petit globe de la descente ; il s'agit en effet des deux dernières descentes de la saison en raison de l'impossibilité par la fédération internationale de ski d'en programmer une neuvième dans le calendrier. Impériale aux entraînements avec Nelson, Gros-Gaudenier est au rendez-vous et compte bien rester en position de remporter le petit globe, une première pour une Française depuis onze ans. Gros-Gaudenier prend la cinquième place dans la première descente, se mettant à l'abri d'un retour de de Agostini qui n'inscrit aucun point ; l'Américaine Holly Flanders remporte cette descente et prend la première place du classement de la descente, avec Sorensen à quelques points. La dernière descente est donc déterminante pour l'attribution du petit globe. Gros-Gaudenier voit ses adversaires partir avec les premiers dossards et constate que Sorensen est devancée par de Agostini (future vainqueuse de cette descente), tandis que Walliser fait perdre à la Canadienne la possibilité de devancer Gros-Gaudenier. Toutefois, il reste une concurrente : Flanders, leader du classement de la descente, s'élance sur la piste dessinée par l'entraîneur des Françaises Michel Boyer, dont le double « S » finit par la faire sortir du parcours. Gros-Gaudenier n’a alors qu'à obtenir au pire une septième place pour remporter le petit globe et remplit le contrat avec une nouvelle cinquième place. Elle déclare à ce propos : « C'est vrai, j'ai eu un peu peur. mais de toute façon j'y ai cru jusqu'au bout ». Marie-Cécile Gros-Gaudenier devient la troisième Française à inscrire son nom au palmarès du petit globe de la descente après Marielle Goitschel en 1967 et Isabelle Mir en 1968 et 1970.
En fin de saison, elle remporte également son premier titre de championne de France de descente le 12 mars 1982 devant Waldmeier et Catherine Quittet.
Parcours et classement des quatre meilleures descendeuses de la saison 1981-1982 de la Coupe du monde :
| Rang | Skieuse                     | Total | 5   | 7  | 13 | 14 | 16  | 17  | 23 | 24 |
| ---- | --------------------------- | ----- | --- | -- | -- | -- | --- | --- | -- | -- |
| 1    | Marie-Cécile Gros-Gaudenier | 87    | 25  | 20 | 20 | -  | -   | (3) | 11 | 11 |
| 2    | Holly Flanders              | 84    | -   | -  | 10 | 9  | 25  | 15  | 25 | -  |
| -    | Doris de Agostini           | 84    | 20  | 25 | 5  | -  | (1) | 9   | -  | 25 |
| 4    | Gerry Sorensen              | 81    | (3) | 8  | 25 | 25 | (5) | (5) | 8  | 15 |

### 1983-1984: blessure
Après son titre de petit globe de cristal en descente obtenu lors de la saison 1981-1982, Marie-Cécile Gros-Gaudenier avance comme une favorite à sa succession lors de la saison 1982-1983. Lors de l'ouverture de la saison de la Coupe du monde à Val-d'Isère, elle remporte le premier entraînement mais chute en perdant l'équilibre au second entraînement se faisant mal au genou et ne prend pas part à la descente. Après examens, il s'avère que cette chute met un terme à sa saison avant même qu'elle n'ait commencé et elle ne prend donc pas part non plus à la descente de San Sicario. En réaction, ses coéquipières de l'équipe de France en descente signent lors de la descente de San Sicario en Italie le 15 décembre 1982 une performance d'ensemble remarquable en plaçant quatre filles dans les cinq premières : Caroline Attia (1re), Claudine Emonet (2e), Catherine Quittet (4e) et Françoise Bozon (5e). Gros-Gaudenier, de son côté, est opérée le jour même de cette performance au centre hospitalier Jules-Courmon de Lyon. L'opération est effectuée par le professeur Chaumat et ce dernier intervient sur son genou droit victime d'une rupture du ligament interne et du ligament croisé antérieur et ne reprend sa rééducation qu'en juin 1983.
Entre-temps, le 1er avril 1983, elle se blesse de nouveau durant sa convalescence lors d'une sortie en voiture. Près de Belley dans l'Ain, elle percute avec sa voiture un autre véhicule et subit à Lyon une nouvelle opération chirurgicale sur sa rotule gauche.

### 1984: non-sélection aux Jeux olympiques d'hiver de Sarajevo
Ces blessures l'amenant sur la table d'opération à deux reprises au cours de la saison 1982-1983, Gros-Gaudenier marque un temps de retard dans sa préparation de le saison 1983-1984. Elle ne retrouve la Coupe du monde que fin janvier 1984 lors de l'étape de Megève. Elle prend alors la 7e place de la descente et, meilleure Française, pense rebattre un peu les cartes au sein de cette équipe de France à l’orée de la sélection pour les Jeux olympiques de Sarajevo. Toutefois, les responsables de l'équipe de France font le choix de ne pas sélectionner Marie-Cécile Gros-Gaudenier au profit d'Élisabeth Chaud, misant sur la régularité de cette dernière et le fait que la piste ne soit pas sur une neige douce sur le site olympique, ce qui, selon eux, ferait souffrir les genoux de Gros-Gaudenier. De plus, l'équipe de France connaît alors des turbulences à la suite d'une série de résultats loin des performances entrevues les années précédentes amenant la mise à la porte récente d'Alain Chambot, préparateur des skis Dynastar dont Gros-Gaudenier est équipée, ainsi qu'une préférence donnée à privilégier la sélection de slalomeuses. Sous le coup de la déception, Gros-Gaudenier s'estime alors victime d'une injustice dans ce choix mais reconsidère sa non-sélection quelques jours plus tard comme justifiée, faisant état qu'elle aurait dû réaliser une performance plus tôt qu'à Megève mais que les évènements, le départ d'Alain Chambot notamment, lors de l'étape du Puy-Saint-Vincent début janvier 1984 l'avaient « paniquée ». Ainsi, Gros-Gaudenier reste en France comme remplaçante au même titre que Catherine Quittet. La contre-performance de l'ensemble de l'équipe de France en descente (Attia 15e, Marie-Luce Waldmeier 20e et sortie de Chaud) amène toutefois un lot de regrets à Gros-Gaudenier et son second titre de championne de France de descente le 24 février 1984 est sa réponse à sa non-sélection.

### 1985-1986: fin de carrière
La saison 1984-1985 est une succession de performances reléguant Gros-Gaudenier autour de la 15e place - 13e à Vail, 14e à Puy-Saint-Vincent et Santa Caterina, 15e à Saint-Gervais. Les Mondiaux 1985 à Bormio ne font pas exception, où elle prend la 14e place malgré un meilleur temps au premier temps de passage avant d'éviter une sortie de piste,. Le directeur de l'équipe de France Sylvain Dao-Lena pointe alors une petite erreur dans la préparation des carres à l’occasion de la descente. Émettant des critiques publiques à l'égard de l'encadrement, Gros-Gaudenier reçoit fin février un blâme du comité alpin de la fédération française de ski, qui s’attend à ce qu'elle formule ses critiques en se rendant à Albertville et dans une lettre d'explication plutôt qu'aux médias. Elle s'y rend avec son père et il n’est décidé finalement d'aucune sanction à la suite de la rencontre.
Lors de la saison 1985-1986, ses résultats en Coupe du monde sont en net recul en début de saison en décembre 1985 et une nouvelle blessure vient marquer sa carrière avec un retour en mars 1986, saison où elle ne marque aucun point en Coupe du monde, et prend sa retraite sportive.

### Après carrière
Après avoir rangé ses skis de compétition, Marie-Cécile Gros-Gaudenier devient monitrice de ski à l'école de ski et de snowboard ESI Grand Massif qui comprend les stations de sports d'hiver de Flaine, les Carroz et le Mont Saxonnex. Elle occupe également un poste de conseillère municipale de la commune de Mont-Saxonnex et est membre de la fédération française de ski. Elle se marie avec Michel Aguilaniu avec lequel elle a une fille Aude Aguilaniu, cette dernière a représenté la France puis la Belgique dans les compétitions de ski alpin et de skicross au niveau international.

## Palmarès

### Championnats du monde
| Épreuve / Édition        | Descente | Géant | Slalom | Combiné |
| Mondiaux 1982 Schladming | 11e      | —     | —      | —       |
| Mondiaux 1985 Bormio     | 14e      | —     | —      | —       |

Légende :

— : Marie-Cécile Gros-Gaudenier n'a pas participé à cette épreuve

### Coupe du monde
- 1 petit globe de cristal :
  - Vainqueur du classement de la descente en 1982[43].

#### Classements par épreuve en Coupe du monde
Le meilleur rang de Marie-Cécile Gros-Gaudenier au classement général de la Coupe du monde est une quinzième place en 1982, elle n'a jamais marqué de points dans d'autres épreuves que la descente en Coupe du monde. Le super-G ne fait son apparition qu'à partir de la saison 1985-1986 dans laquelle Marie-Cécile Gros-Gaudenier ne marque aucun point.
Le tableau ci-dessous recense les classements en Coupe du monde de Marie-Cécile Gros-Gaudenier :
| Année/Classement | Année/Classement | Général | Général | Descente | Descente | Super G | Super G | Slalom Géant | Slalom Géant | Slalom | Slalom | Combiné | Combiné |
| ---------------- | ---------------- | ------- | ------- | -------- | -------- | ------- | ------- | ------------ | ------------ | ------ | ------ | ------- | ------- |
| Année/Classement | Année/Classement | Class.  | Points  | Class.   | Points   | Class.  | Points  | Class.       | Points       | Class. | Points | Class.  | Points  |
| 1979             | 1979             | 43e     | 32      | 20e      | 27       |         |         | —            | —            | —      | —      | —       | —       |
| 1980             | 1980             | 64e     | 4       | 22e      | 4        |         |         | —            | —            | —      | —      | —       | —       |
| 1981             | 1981             | 37e     | 32      | 15e      | 32       |         |         | —            | —            | —      | —      | —       | —       |
| 1982             | 1982             | 15e     | 87      | 1er      | 87       |         |         | —            | —            | —      | —      | —       | —       |
| 1983             | 1983             | —       | —       | —        | —        |         |         | —            | —            | —      | —      | —       | —       |
| 1984             | 1984             | 67e     | 9       | 28e      | 9        |         |         | —            | —            | —      | —      | —       | —       |
| 1985             | 1985             | 66e     | 8       | 27e      | 8        |         |         | —            | —            | —      | —      | —       | —       |
| 1986             | 1986             | —       | —       | —        | —        | —       | —       | —            | —            | —      | —      | —       | —       |

### Détail des victoires
| Saison / Épreuve | Descente   | Total |
| 1982             | Saalbach I | 1     |
| Total            | 1          | 1     |

### Arlberg-Kandahar
- Meilleur résultat : 25e place dans le slalom 1978 à Saint-Gervais[45].

### Championnat de France de ski
- 2 fois championne de France de descente en 1982[22] et 1984[31].